# Ганапатья
Ганапа́тья (санскр. गाणपत्य, IAST: gāṇapatya) — индуистская религиозная традиция поклонения Ганеше как главному божеству. Культ Ганеши для многих индуистов дополняет поклонения другим божествам. Индуисты молятся Ганеше или призывают его перед крупными начинаниями в жизни или значительными религиозными церемониями. Ганеша является одним из пяти божеств в системе панчаятана-пуджи, начатой средневековым индуистским философом и святым Шанкарой. В отличие от таких крупных направлений индуизма, как вайшнавизм, шиваизм и шактизм, ганапатья не имеет значительного количества последователей.
Изначально, культ Ганеши в индуизме было частью шиваизма (начиная, как минимум, с V века). В VI—IX веках поклонение Ганеше выделилось в отдельную традицию. В X веке наступил расцвет ганапатьи. В этот период были воздвигнуты известные храмы Ганеши, самым крупным из которых является храм Уччхи-пиллаяр в Тиручирапалли, Тамил-Наду. Позднее, дальнейшему распространению традиции ганапатья способствовал Морья Госави. Согласно легенде, он обнаружил нерукотворное божество Ганапати в районе Пуны и построил на этом месте храм Ганеши. По другой версии предания, Морья Госави получил на этом месте даршан Ганеши.
После этого, с XVIII по XIX век, культ Ганеши пользовался большой популярностью в Махараштре, в особенности в районе Чинчвада.